# Az ember, aki ott se volt
Az ember, aki ott se volt (eredeti cím: The Man Who Wasn't There) 2001-ben bemutatott amerikai fekete-fehér neo-noir bűnügyi film, melynek forgatókönyvírói, rendezői és producerei a Coen testvérek voltak. A főbb szerepekben Billy Bob Thornton, Frances McDormand, Michael Badalucco, Richard Jenkins, Scarlett Johansson, Jon Polito, Tony Shalhoub és James Gandolfini látható.
Eredetileg a 2001-es cannes-i filmfesztiválon debütált, ahol indult a nagyjátékfilmek versenyén, Joel Coen pedig elnyerte a legjobb rendezés díját. Az Amerikai Egyesült Államokban 2001. november 2-án került mozikba. Bár a nézőközönség kedvezőtlenül fogadta és bevételi szempontból gyengén teljesített, a kritikusok jó véleménnyel voltak róla. Különösen Roger Deakins operatőri munkáját és a színészi játékot (kiemelve Thornton alakítását) méltatták. Számos díjat és jelölést kapott, Deakinst a legjobb operatőrnek járó Oscar-díjra jelölték.

## Cselekmény
A film 1949-ben játszódik a kaliforniai Santa Rosában. Ed Crane borbély, sógora, Frank üzletében dolgozik. Felesége, Doris alkoholproblémákkal küszködő könyvelő. Ed egyik kuncsaftja Creighton Tolliver üzletembernek mondja magát, akinek befektetőkre lenne szüksége egy száraz tisztítással foglalkozó innovatív vállalkozáshoz. Hogy a szükséges 10 ezer dollárt előteremtse, Ed névtelenül megzsarolja Doris főnökét, „Nagy” Dave Brewstert, mert azt gyanítja, neje vele csalja őt meg. Dave a saját üzletéből sikkaszt pénzt a zsarolás kifizetéséhez. Nemsokára összerakja a részleteket és halálra veri Creightont, miután az bevallotta neki Ed tettét. Az üzletben kérdőre vonja Edet, majd az életére tör, ezért Ed önvédelemből leszúrja egy késsel.
Dave könyvelését átnézve a rendőrség szabálytalanságokat talál és letartóztatják Dorist, azzal a feltételezéssel, hogy ő sikkasztott és ölte meg főnökét. Ednek azt tanácsolják, bérelje fel Freddy Riedenschneider sacramentói védőügyvédet. Freddy a legdrágább hotelben száll meg és fényűző életet él kliense pénzén, melyet Frank szalonjának zálogba adásával szereztek. A tárgyalás reggelén azonban Doris felakasztja magát cellájában. A halottkémtől Ed megtudja, hogy a nő terhes volt, bár Eddel évek óta nem éltek házaséletet. Freddy elhagyja a várost, az eladósodott Ed Frank inni kezd. Ed rendszeresen ellátogat egy barátja otthonába, megismerkedve annak tizenéves zongorázó lányával, Rachel „Madárka” Abundasszal. A magányos Ed fantáziálni kezd arról, hogy menedzserként felkarolja a tehetséges lányt, beindítva annak zenei karrierjét. Egy zenetanár azonban összetöri álmát, mivel szerinte Rachelnek nincs elég tehetsége. Hazafelé menet Rachel szexuálisan közeledni kezd a jóval idősebb férfihoz, megpróbálva őt vezetés közben orálisan kielégíteni, emiatt Ed karambolozik, a lány meghal.
A kórházban magához térve Edet letartóztatja a rendőrség, mert megtalálták Creighton összevert holttestét és az Ed által aláírt üzleti szerződést. A hatóságok úgy vélik, Ed kényszerítette Dorist a befektetési pénz elsikkasztására és amikor erre Creighton rájött, Ed végzett vele. A borbély elzálogosítja házát és ismét felfogadja Freddyt. Az ügyvéd védőbeszéde alatt Frank rátámad sógorára, ezért elhalasztják a tárgyalást. Ed pénze időközben elfogyott, Freddy így a sorsára hagyja korábbi védencét. A bíróság halálra ítéli Edet, a halálsoron egy szenzációhajhász magazinnak írja meg élettörténetét. Nem sokkal kivégzése előtt meglát egy UFÓ-t a börtön mellett. Miközben a villamosszékbe ültetik, Ed végiggondolja életét és kijelenti, nem bánta meg egyetlen döntését sem – és már csak abban reménykedik, hogy a túlvilágon találkozhat Dorisszal.

## Szereplők
| Szerep                   | Színész            | Magyar hangja (1. szinkron) |
| ------------------------ | ------------------ | --------------------------- |
| Ed Crane                 | Billy Bob Thornton | Benedek Miklós              |
| Doris Crane              | Frances McDormand  | Simon Mari                  |
| Frank Raffo              | Michael Badalucco  | Csőre Gábor                 |
| Walter Abundas           | Richard Jenkins    | Vizy György                 |
| Rachel „Madárka” Abundas | Scarlett Johansson | Urbán Andrea                |
| Creighton Tolliver       | Jon Polito         | Uri István                  |
| Freddy Riedenschneider   | Tony Shalhoub      | Kárpáti Tibor               |
| „Nagy” Dave Brewster     | James Gandolfini   | Koroknay Géza               |
| Ann Nirdlinger Brewster  | Katherine Borowitz | Bessenyei Emma              |
| Persky rendőr            | Christopher Kriesa | Csuha Lajos                 |
| Krebs rendőr             | Brian Haley        | N/A                         |
| Burns magánnyomozó       | Jack McGee         | N/A                         |

## Fordítás
- Ez a szócikk részben vagy egészben  a   The Man Who Wasn't There (2001 film) című angol Wikipédia-szócikk fordításán alapul.  Az eredeti cikk szerkesztőit annak laptörténete sorolja fel. Ez a jelzés csupán a megfogalmazás eredetét és a szerzői jogokat jelzi, nem szolgál a cikkben szereplő információk forrásmegjelöléseként.